# Alfredo Rasori
Alfredo Rasori (Parma, 28 agosto 1932 – Parma, 14 febbraio 2007) è stato un pallavolista italiano.

## Biografia
Alfredo Rasori è nato a Parma e ha sempre vissuto e giocato nella città ducale con la sola eccezione di un anno, quando ha militato nell’Olimpia Vercelli.
Una volta terminata la carriera da sportivo, ne ha iniziato una intensa come uomo politico, docente e scrittore.
È stato sposato con Rosalia ed ha avuto due figli, Elisa  e Paolo.

## Carriera
Come quasi tutti i primi pallavolisti parmigiani, ha iniziato a giocare a pallavolo nel Collegio Vittorio Emanuele II, prima di approdare nella pluri-scudettata Ferrovieri Parma  allenata dal professor Renzo Del Chicca , divenendone uno dei simboli di quella squadra insieme al capitano Bruno Estasi .
Vanta diverse presenze in nazionale, partecipando anche all’edizione dei Campionati Mondiali 1956 di Parigi 
A lui l’Associazione Pallavolisti Parmensi ha intitolato un premio per il miglior atleta under 16 della stagione

## Dopo il ritiro da giocatore

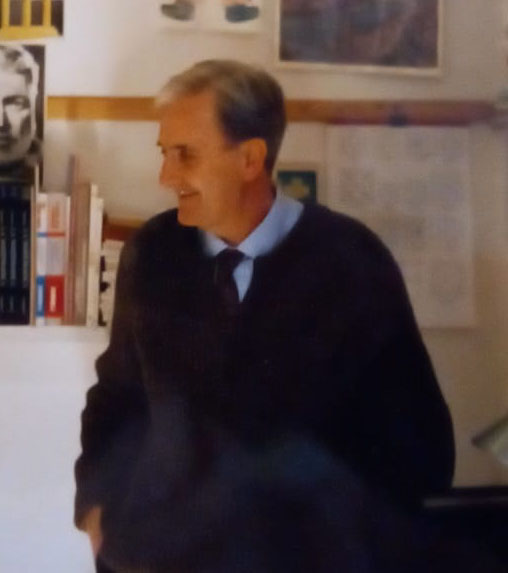
Alfredo Rasori nel suo studio

Al termine dell'attività agonistica nel 1957 ha cominciato quella di educatore, arrivando a ricoprire il ruolo di dirigente scolastico , mantenendo sempre una forte vocazione e passione anche per la politica. 
Come scrittore ha riscosso un buon successo con il libro:
- Piano di lavoro di un maestro, Pratiche Editore 1 gennaio 1978, ISBN 8873800386 - ISBN 9788873800385 [4].

Non ha però mai abbandonato del tutto il suo legame con il mondo della pallavolo e, alla fine degli anni 60 ha dato vita con Giorgio Muzzi e Albertina Cerasti alla squadra femminile che ha vinto lo scudetto nella stagione 1970-71.

## Palmarès

### Giocatore

#### Club

##### Competizioni nazionali
- Campionato italiano: 2

Parma: 1950, 1951